# الروی (ویسکانسین)
الروی، ویسکانسین  (به انگلیسی: Elroy) شهری در شهرستان جونوا ایالت ویسکانسین است که در سال ۱۸۸۵ بنیان‌گذاری شده‌است. این شهر طبق سرشماری سال ۲۰۱۰ میلادی ۱٬۴۴۲ نفر جمعیت داشته‌است.